# Eupteryx albonigra
Eupteryx albonigra är en insektsart som beskrevs av Irena Dworakowska 1994. Eupteryx albonigra ingår i släktet Eupteryx och familjen dvärgstritar. Inga underarter finns listade i Catalogue of Life.